# Nick Travis
Nick Travis (Philadelphia, 16 november 1925 – New York, 7 oktober 1964) was een Amerikaanse jazztrompettist.

## Biografie
Travis begon professioneel te spelen op 15-jarige leeftijd en speelde in de vroege jaren 1940 met Johnny McGhee, Vido Musso (1942), Mitchell Ayres en Woody Herman (1942–44). In 1944 trad hij toe tot het leger. Na zijn dienst speelde hij met Ray McKinley (1946-1950, met tussenpozen), Benny Goodman (1948-1949), Gene Krupa, Ina Ray Hutton, Tommy Dorsey, Tex Beneke, Herman nogmaals (1950-1951), Jerry Gray, Bob Chester, Elliot Lawrence en Jimmy Dorsey (1952-1953). Van 1953-1956 was hij solist in het Sauter-Finegan Orchestra. Daarna werd hij sessiemuzikant voor NBC, maar speelde hij met Gerry Mulligan (1960–62) en Thelonious Monk (1963, in het Lincoln Center). Het meeste werk van Travis was in bigbands, maar hij speelde ook in kleine ensembles met Al Cohn (1953) en Zoot Sims (1956). Hij leidde een sessie voor Victor Records in 1954.

## Overlijden
Nick Travis overleed in oktober 1964 op 38-jarige leeftijd ten gevolge van complicaties door ontstekingen.

## Discografie
Als Leader
- 1954: Nick Travis Quintet: The Panic Is On (RCA Victor) met Al Cohn, John Williams, Teddy Kotick, Art Mardigan

Als Sideman
- 1951: Gerry Mulligan: Mulligan Plays Mulligan (Prestige Records)
- 1950/1953, 1956: Al Cohn: Cohn’s Tones (Savoy Records)
- 1952-1958: Sauter-Finegan Orchestra New Directions In Music (RCA Records)
- 1956: Maynard Ferguson: The Birdland Dreamband
- 1956: Zoot Sims: Zoot! (Riverside Records)
- 1958: Woody Herman: The Herd Rides Again ... in Stereo (Everest Records)
- 1961: Cannonball Adderley: African Waltz (Riverside Records)
- 1961: Dizzy Gillespie: Carnegie Hall Concert (Verve Records
- 1962: Mark Murphy: That’s How I Love The Blues! (Riverside Records)
- 1964: Thelonious Monk: Big Band and Quartet in Concert (Columbia)
- 1965: Stan Getz, Eddie Sauter Orchestra: Mickey One (MGM Records)

Met Bob Brookmeyer
- 1956: Brookmeyer (Vik)
- 1957: Jazz Concerto Grosso (ABC-Paramount) met Gerry Mulligan en Phil Sunkel
- 1960: Portrait of the Artist (Atlantic)
- 1961: Gloomy Sunday and Other Bright Moments (Verve)

Met Al Cohn
- 1953, 1956: Al Cohn's Tones (Savoy)
- 1955: Four Brass One Tenor (RCA Victor)
- 1960: Son of Drum Suite (RCA Victor)

Met Art Farmer
- 1959: The Aztec Suite (United Artists)

Met Dizzy Gillespie
- 1961: Carnegie Hall Concert (Verve)
- 1961: Perceptions (Verve)

Met Benny Golson
- 1961: Take a Number from 1 to 10 (Argo)

Met Jimmy Giuffre
- 1958: The Music Man (Atlantic)

Met Urbie Green
- 1956: All About Urbie Green and His Big Band (ABC-Paramount)

Met Coleman Hawkins
- 1956: The Hawk in Hi Fi (RCA Victor)
- 1956: The Hawk in Paris (Vik)

Met Quincy Jones
- 1959: The Great Wide World of Quincy Jones (Mercury)

Met John Lewis
- 1962: Essence (Atlantic)

Met Gerry Mulligan
- 1960: The Concert Jazz Band (Verve)
- 1960, 1962: Gerry Mulligan and the Concert Jazz Band on Tour (Verve)
- 1960, 1961: Gerry Mulligan and the Concert Jazz Band at the Village Vanguard (Verve)
- 1961, 1980: Holliday with Mulligan (DRG) met Judy Holliday
- 1961: Gerry Mulligan Presents a Concert in Jazz (Verve)
- 1963: Gerry Mulligan '63 (Verve)

Met Mark Murphy
- 1962: That's How I Love the Blues! (Riverside)

Met Joe Newman
- 1956: Salute to Satch (RCA Victor)

Met Zoot Sims
- 1956: Zoot! (Riverside)

Met Own Quintet
- 1990: The Panic Is On! (Hallmark)